# Antonov An-8
De Antonov An-8 (Russisch: Ан-8 ) (NAVO-codenaam: Camp) was een tweemotorig met propeller aangedreven licht militair transportvliegtuig ontwikkeld begin jaren 50 door Antonov in de Sovjet-Unie. Het werd gebouwd in de GAZ-34 fabriek in Tasjkent. Het werd teruggetrokken van frontliniediensten in de jaren 70 en vele werden er overgedragen aan Aeroflot. Enkele exemplaren zijn gespot boven Afrika, al heeft Antonov de luchtwaardigheidscertificaten van het type in 2004 ingetrokken, waarmee alle legale gebruik van het toestel beëindigd werd.

## Specificaties
- Capaciteit: 48 personen
- Lengte: 30,74 m
- Spanwijdte: 37 m
- Topsnelheid: 480 km/h
- Aandrijving: 2× Ivtsjenko AI-20D turbopropmotoren, 3.863 kW elk